# Ode (Thể loại thơ)
Ode (tiếng Hy Lạp cổ: ὠδή, nghĩa là bài ca) là một thể loại thơ, đặc biệt của nó là được trình bày rất oai nghiêm và trang trọng.

## Lịch sử
Thời Hy Lạp cổ bất kỳ loại thơ nào mà được trình bày với nhạc đệm được gọi là Ode. 
Những bài Ode đầu tiên của thời Cận đại từ khoảng giữa thế kỷ 16 bắt nguồn từ Pháp (Pierre de Ronsard, Joachim du Bellay), Ý (Torquato Tasso) và Anh (Abraham Cowley). Trong vùng nói tiếng Đức thì có Georg Rodolf Weckherlin (Oden und Gesänge, 1618/19) và Martin Opitz là những người đầu tiên dùng lại thể loại này.

## Những Ode nổi tiếng
- Pindar: Epinikia (Oden auf Sieger der olympischen, pythischen, nemeischen und isthmischen Spiele)
- Horaz: Carmina I-IV
- Friedrich Gottlieb Klopstock: Der Zürchersee (Volltext)
- Johann Wolfgang von Goethe: Prometheus, Das Göttliche
- Friedrich Schiller: An die Freude (được phổ nhạc bởi một phần của bản giao hưởng số 9 của Beethovens, về sau trở thành "quốc ca" của Liên minh châu Âu)
- Friedrich Hölderlin: An die Parzen, Gesang des Deutschen, Lebenslauf, Abendphantasie, Heidelberg
- Adam Mickiewicz Oda do Młodości (Ode an die Jugend) (Volltext (polnisch))
- John Keats: Ode to a Nightingale (Volltext) und Ode on a Grecian Urn (Volltext)
- Percy B. Shelley: Ode to the West Wind (Volltext)
- Victor Hugo: Ode sur la mort du duc de Berry

## Sách báo
- Burdorf, Dieter: Art. „Ode, Odenstrophe". In: Reallexikon der deutschen Literaturwissenschaft. Bd. 2: H–O. Hrsg. v. Harald Fricke u.a. Berlin, New York 2000. S. 735–739.
- Guntermann, Georg: Von der Leistung einer poetischen Form. Wandlungen der Ode im 18. Jh. In: Aufklärung'. Hrsg. v. Hans-Friedrich Wesseis. Königstein 1984. S. 183–205.
- Hartmann, Karl-Günther: Die humanistische Odenkomposition in Deutschland. Erlangen 1976. * Hellmuth, Hans-Heinrich: Joachim Schroeder (Hrsg.): Die Lehre von der Nachahmung der antiken Versmaße im Deutschen. München 1976.
- Janik, Dieter: Geschichte der Ode und der „Stances" von Ronsard bis Boileau. Berlin u.a. 1968.
- Korten, Lars: Art. „Ode". In: Metzler Lexikon Literatur. Begriffe und Definitionen. Hrsg. v. Dieter Burdorf u.a. 3. Aufl. Stuttgart, Weimar 2007. S. 549–551.
- Schödlbauer, Ulrich: Odenform und freier Vers. In: Literaturwissenschaftliches Jahrbuch. Neue Folge 23 (1982). S. 191–206.
- Viëtor, Karl: Geschichte der deutschen Ode. München 1923 (Nachdruck Hildesheim 1961).